# Соколова, Раида Фёдоровна
Раида Фёдоровна Соколова — советский хозяйственный, государственный и политический деятель, Герой Социалистического Труда.

## Биография
Родилась в 1938 году в деревне Харино. Член КПСС.
С 1958 года — на хозяйственной, общественной и политической работе. В 1958—1993 гг. — прядильщица Ивановского меланжевого комбината имени К. И. Фролова Министерства текстильной промышленности РСФСР.
Указом Президиума Верховного Совета СССР от 17 марта 1981 года за выдающиеся производственные достижения, досрочное выполнение заданий десятой пятилетки и социалистических обязательств, проявленную трудовую доблесть присвоено звание Героя Социалистического Труда с вручением ордена Ленина и золотой медали «Серп и Молот».
Делегат XXVI съезда КПСС.
За большой личный вклад в увеличение выпуска, улучшение качества, снижение себестоимости товаров народного потребления была в составе коллектива удостоена Государственной премии СССР за выдающиеся достижения в труде 1984 года.
Почётный гражданин Иваново.
Умерла в Иванове в 2003 году.